# 10778 Marcks
10778 Marcks este un asteroid din centura principală de asteroizi.

## Descriere
10778 Marcks este un asteroid din centura principală de asteroizi. A fost descoperit pe 9 aprilie 1991 la Tautenburg de Freimut Börngen. Asteroidul prezintă o orbită caracterizată de o semiaxă mare de 2,27 ua, o excentricitate de 0,18 și o înclinație de 4,8° în raport cu ecliptica.